# Шафак Хур Ханум
Шафак Нур Ханум (араб. شفق نور هانم‎; тур. Şevkinur Hanım; ум. 17 марта 1884) — супруга хедива Египта Исмаил-паши и валиде-паша при правлении своего сына Тауфик-паши, хедива Египта и Судана.

## Ранние годы
Шафак Нур Ханым была служанкой при дворе Хошьяр Кадын, матери Исмаил-паши. Когда тому было около 20 лет, мать представила ему Шафак Нур. Сын начинал вести свою сексуальную жизнь, находясь под бдительным оком матери. Шафак Нур родила своего второго ребёнка и первого, пережившего период младенчества, сына Тауфика 30 апреля 1852 года во дворце Каср аль-Маниял. Хотя Шафак Нур и стала лишь четвёртой официальной супругой Исмаил-паши, она, несомненно, занимала высокое положение в его гареме в качестве матери его старшего сына и как бывший член двора его матери.
В источниках она часто именуется как «валиде» или «мать». В 1866 году, через 14 лет после появления на свет Тауфика, Исмаил-паша женился на Шафак Нур, как того требовал египетский закон, и возвел её в ранг «четвёртой принцессы». Вскоре после этого она вместе с сыном переехали в отдельную резиденцию во дворце аль-Кубба. Шафак Нур Ханым занимала подобающее ей место среди других жён Исмаил-паши на всех государственных церемониях. В Египте она была известна как Деуртунджю Ханым или четвёртая госпожа. Шафак Нур преимущественно носила традиционную османскую одежду с некоторым количеством деталей, свойственных западной моде.

## Валиде-паша
Исмаил-паша был свергнут османским султаном Абдул-Хамидом II, действовавшим по наущению европейских держав, 26 июня 1879 года. В результате его сын стал хедивом, а Шафак Нур соответственно валиде-пашой. Шафак Нур оказывала на него значительное влияние, став его верным сторонником, когда в правящей династии наметился раскол во время восстания Ораби-паши. Александр Мейрик Бродли, британский адвокат и защитник Ораби-паши, описывал, как Шафак Нур делала выговор египетским принцессам, которые поддерживали лидера восстания, за их неверность и обещала сурово наказать их.

## Смерть
Шафак Хур Ханум умерла в каирском дворце Каср аль-Али 17 марта 1884 года и была похоронена в мавзолее при мечети ар-Рифаи, построенной по приказу Хошьяр Кадын.